# Zé Manoel
José Manoel de Carvalho Neto (Zé Manoel) (Petrolina, Pernambuco) é um compositor, cantor e pianista brasileiro.
Em 2021, seu álbum Do Meu Coração Nu foi indicado ao Grammy Latino de Melhor Álbum de Música Popular Brasileira.
| Ano  | Album                              |
| ---- | ---------------------------------- |
| 2012 | Zé Manoel                          |
| 2015 | Canção e Silêncio                  |
| 2016 | Delírio de um Romance a Céu Aberto |
| 2020 | Do Meu Coração Nu                  |
|      |                                    |